# Krustys Bar Mitzvah
Krustys Bar Mitzvah (engl. Originaltitel: Today, I am a Clown) ist eine Episode  der US-amerikanischen Zeichentrickserie Die Simpsons aus dem Jahr 2003. Regie der Folge führte Joel H. Cohen, wobei Nancy Kruse das Drehbuch schrieb.

## Handlung
Krustys Vater, ein Rabbiner, verweigert seinem Sohn, als dieser noch ein Jugendlicher war, seine Bar Mitzvah, da er sich sorgte, dass dieser alles ins Lächerliche ziehen werde.
Nachdem der Hund Knecht Ruprecht Kinder bekam, muss dieser kastriert werden. Jedoch lässt Homer kurz zuvor diesen mit einem Pudel, ohne dass Marge davon weiß, ein letztes Mal Sex haben, bevor dieser kastriert werden sollte. Homer jedoch kann den Eingriff nicht über sich bringen und lässt den Hund, ohne dass Marge davon weiß, unkastriert weiterleben.
Die Handlung setzt ein, als sich Maggie im Bad eingesperrt hat und erst nach längerer Zeit wieder rauskommt, was bei der Simpsonfamilie eine panische Reaktion hervorruft. Daraufhin kommt Dr. Hibbert mit Welpen vorbei, die die Kinder vom Hund Knecht Ruprecht und dem Pudel sein sollten. Homer, sauer auf den Hund, würgt Knecht Ruprecht erst, als Bart und Lisa die Welpen an Neubesitzer abgeben.
Am Schluss kommen sie zum Clown Krusty. Er nimmt den noch übrigen Pudel bei sich auf und geht mit ihm im Viertel, in dem er aufgewachsen ist, wo vornehmlich jüdische Menschen wohnen, spazieren. Als sie auf dem jüdischen Walk of Fame ankommen, sucht Krusty seinen Namen, kann ihn jedoch nicht vorfinden. Im Komitee, die entscheiden, wer für den jüdischen Walk of Fame gewählt werden, versucht Krusty, für seinen Namen ein Stern zu erhalten. Dort wird ihm jedoch klar, dass er keine Bar Mitzvah hatte und somit vom Komitee als nicht-jüdisch angesehen wird.
Bart und Lisa versuchen Krusty, der von der neuen Erkenntnis sehr bedrückt ist, wieder aufzumuntern. Lisa schlägt daher vor, dass Krusty seine Bar Mitzvah nun nachholt. Ebenfalls entschließt er sich nun am Samstag, wo Sabbat ist, freizunehmen und stattdessen einen schlechteren Ersatz zu nehmen, damit er keinen Konkurrenten bekommt. Daher fällt die Wahl auf Homer Simpson. Dieser wird allerdings mit seinen Freunden Carl, Lenny und Moe von den Springfield-Bewohnern sehr gerne angeschaut, während Krustys Vater seinem Sohn erklärt, wie man sich als Jude nun zu verhalten hat.
Eines Tages kommen Angestellte des Fernsehsenders zu Krusty und übermitteln ihm, seine Show werde abgesetzt, da Homer bessere Quoten hat. Dieser wird von Lisa gebeten, seine Show nun nach seinen bisherigen Erfolgen sozialen Themen zu widmen. Der Clown versucht nun bei Fox ersatzweise seine Karriere neu anzufangen. Sie können sich darauf einigen, dass seine Bar Mitzvah live übertragen wird.
Homer, der in seiner Show Lenni durch Disco Stu ersetzt hat, versucht in seiner nächsten Sendung, sich den von Lisa vorgeschlagenen Themen zu widmen. Diese wird jedoch weniger gern gesehen, so dass alle den Fernseher auf Krustys Bar Mitzvah, die zur selben Zeit läuft, umschalten. Als Homer das Quotentief von Bart mitbekommt, würgt er diesen bis zum Ende der Sendung wütend, so dass auch mit Dr. Hibbert der Letzte wegschaltet. Homers Sendung wird nach Beendigung der Sendung abgesetzt. Enttäuscht verlässt er das Studio und findet sein Auto im Müllcontainer wieder. Von Marge kann er jedoch wieder schnell aufgemuntert werden.
Krusty feiert in der Zeit mit hohen Quoten seine Bar Mitzvah. Allerdings findet er, dass dies keine wahre Bar Mitzvah sei und wiederholt diese zur Freude seines Vaters in einem Tempel.

## Rezeption
Das Magazin New York nannte Krustys Bar Mitzvah als eine der zehn besten Episoden, die nach den Staffeln 1 bis 9 produziert wurden.
Homers Originalsprecher Dan Castellaneta wurde für die Folge 2004 mit dem Emmy in der Kategorie Voice-Over Performance ausgezeichnet.